# Homec (Rečica ob Savinji)
Homec is een plaats in Slovenië en maakt deel uit van de gemeente Rečica ob Savinji in de NUTS-3-regio Savinjska. De plaats telde 127 inwoners op 1 januari 2020.